# Delicious in Dungeon
Delicious in Dungeon (japanisch ダンジョン飯 Danjon Meshi, deutsch ‚Verlies-Essen, Kerker-Mahlzeit‘) ist eine Manga-Serie, geschrieben und illustriert von Ryōko Kui, die seit 2014 im Verlag Enterbrain erscheint. Die Serie ist den Genres Fantasy und Gourmet zuzuordnen und erzählt von einer Gruppe Abenteurer, die sich bei ihrer Reise durch einen Dungeon mit den besiegten Monstern die eigene Verpflegung zubereiten.

## Handlung
Der Manga folgt einer Gruppe von Abenteurern in einem an Pen-&-Paper-Rollenspiele wie Dungeons & Dragons angelegten Setting. Die Handlung beginnt mit einer missglückten Expedition in die Verliese, bei der Falin, ein Mensch und die Heilerin der Truppe, von einem Drachen gefressen wird. Zurück bei der Stadt verlassen einige Mitglieder die Gruppe, nur Laios, Falins Bruder und der Anführer der Gruppe, der Schlossknacker Chilchuck und die Magierin und Elfe Marcille bleiben. Gemeinsam planen sie eine weitere Expedition, um Falin vor der Verdauung zu retten. Weil sie kein Geld haben und keine Zeit verlieren dürfen, will Laios in den Verliesen selbst Essen sammeln und jagen. Bei ihrem ersten Versuch, eine Mahlzeit zuzubereiten, stößt der Zwerg Senshi zu ihnen. Er lebt bereits lange im Dungeon und kennt sich mit der Zubereitung der Lebewesen hier aus. Da er einmal einen Drachen erlegen und essen will, begleitet er die Gruppe. Auch Laios muss zugestehen, dass er selbst schon lange wissen wollte, wie die Monster schmecken, sich jedoch nie traute.
Die einzelnen Kapitel zeigen die Abenteurer auf ihrer Reise in einem neuen Gebiet oder im Zusammenstoß mit neuen Monstern und jeweils ein neues Gericht, dass die Abenteurer aus ihrer Umgebung schaffen. Dabei wird auch die Zubereitung der Mahlzeit und die Biologie des jeweiligen Monsters erklärt und auf die Bedeutung einer ausgewogenen Ernährung gerade bei Abenteuern im Dungeon eingegangen.

## Veröffentlichung
Die Einzelkapitel der Serie erschienen ab dem 15. Februar 2014 im zweimonatlich veröffentlichten Magazin Harta des Verlags Enterbrain. Im September 2023 wurde die Serie abgeschlossen. Die Kapitel liegen auch gesammelt in 14 Bänden (Tankōbon) in japanischer Sprache vor. Das Literaturmagazin Da Vinci setzte die Serie auf Platz 13 in seiner Rangliste der besten Mangas des Jahres 2015. 2018 verkaufte sich der 6. Band knapp 440.000 Mal in den ersten fünf Wochen nach Veröffentlichung. Beim Wettbewerb Manga Taisho erreichte Dungeon Meshi im gleichen Jahr den vierten Platz. 2024 wurde die Serie mit dem Seiun-Preis ausgezeichnet.
Eine deutsche Übersetzung erschien von November 2019 bis November 2024 vollständig bei Egmont Manga als Delicious in Dungeon. Übersetzerin ist Claudia Peter. Der Manga erscheint zudem auf Italienisch als Dungeon Food bei Edizioni BDs Imprint J-Pop, sowie auf Englisch bei Yen Press. Eine französische Fassung wird von Casterman veröffentlicht, eine spanische von Milky Way Ediciones und eine chinesische von Ching Win Publishing.

## Animeserie
Eine Adaption als Anime entstand beim Studio Trigger unter der Regie von Yoshihiro Miyajima. Die Drehbücher schrieb Kimiko Ueno und das Charakterdesign entwarf Naoki Takeda. Die künstlerische Leitung lag bei Sachiko Nishiguchi und Yūsuke Nishikimi, für die Kameraführung war Teppei Satō verantwortlich. Tonregie führte Kōhei Yoshida. Die 25 Minuten langen Folgen wurden vom 4. Januar bis 13. Juni 2024 von Tokyo MX in Japan ausgestrahlt. Die Plattform Netflix veröffentlicht die Serie international per Streaming, unter anderem mit deutschen und englischen Untertiteln sowie Synchronisation.
Mit Abschluss der ersten Staffel wurde eine zweite Staffel angekündigt.

### Synchronisation
Die deutsche Synchronfassung entstand bei Iyuno Germany in Berlin. Die Dialogbücher stammen von Barbara Bayer-Schur, Dialogregie führte Karin Grüger.
| Rolle           | japanischer Sprecher (Seiyū) | deutscher Sprecher         |
| --------------- | ---------------------------- | -------------------------- |
| Erzähler        | Satoshi Mikami               | Philipp Andreas Reinheimer |
| Laios Touden    | Kentarō Kumagai              | Sebastian Fitzner          |
| Marcille Donato | Sayaka Senbongi              | Magdalena Höfner           |
| Chilchuck Tims  | Asuna Tomari                 | Carlos Fanselow            |
| Senshi          | Hiroshi Naka                 | Sven Brieger               |
| Falin Touden    | Saori Hayami                 | Milena Rybiczka            |
| Namari          | Akira Miki                   | Bianca Warnek-Steinke      |
| Izutsumi        | Mitsuho Kambe                | Liza Simmerlein            |
| Kabru           | Wataru Katou                 | Jonas Frenz                |
| Kuro            | Toru Nara                    | Mario Klischies            |
| Daya            | Kei Kawamura                 | Johanna von Gutzeit        |
| Holm            | Yuuya Hirose                 | Melina Witez               |
| Rinsha          | Rie Takahashi                | Johanna von Gutzeit        |
| Shuro           | Shinji Kawada                | Sascha Krüger              |

### Musik
Die Musik der Serie komponierten Yasunori Mitsuda und Shunsuke Tsuchiya. Das Vorspannlied ist Sleep Walking Orchestra von Bump of Chicken und der Abspann ist unterlegt mit Party!!". von Ryokuoushoku Shakai.

### Episodenliste
| Nr. | Deutscher Titel                                 | Originaltitel                                                                 | Erstausstrahlung Japan | Deutschsprachige Erstveröffentlichung (D) |
| --- | ----------------------------------------------- | ----------------------------------------------------------------------------- | ---------------------- | ----------------------------------------- |
| 1   | Eintopf / Tarte                                 | 水炊き／タルト Mizutaki / Tart                                                | 4. Jan. 2024           | 4. Jan. 2024                              |
| 2   | Basiliskenbraten / Omelett / Kakiage            | ローストバジリスク／オムレツ／かき揚げ Rōsuto Bajirisuku / Omuretsu / Kakiage | 11. Jan. 2024          | 11. Jan. 2024                             |
| 3   | Mobile Rüstung                                  | 動く鎧 Ugoku Yoroi                                                            | 18. Jan. 2024          | 18. Jan. 2024                             |
| 4   | Gedünsteter Kohl / Orks                         | キャベツ煮／オーク Kyabetsu Ni / Ōku                                          | 25. Jan. 2024          | 25. Jan. 2024                             |
| 5   | Snacks / Sorbet                                 | おやつ／ソルベ Oyatsu / Sorube                                                | 1. Feb. 2024           | 1. Feb. 2024                              |
| 6   | Menü am königlichen Hof / In Salzwasser gekocht | 宮廷料理／塩茹で Kyūteiryōri / Shioyude                                       | 8. Feb. 2024           | 8. Feb. 2024                              |
| 7   | Kelpie / Zosui / Parasiten mit Soße             | 水棲馬／雑炊／蒲焼き Kerupī / Zōsui / Kabayaki                                | 15. Feb. 2024          | 15. Feb. 2024                             |
| 8   | Himbeeren / Gegrilltes                          | 木苺／焼き肉 Kiichigo / Yakiniku                                              | 22. Feb. 2024          | 22. Feb. 2024                             |
| 9   | Tentakel / Eintopf                              | テンタクルス／シチュー Tentakurusu / Shichū                                   | 29. Feb. 2024          | 29. Feb. 2024                             |
| 10  | Riesenfrösche / Oberirdisch                     | 大ガエル／地上にて Ōgaeru / Chijōnite                                         | 7. März 2024           | 7. März 2024                              |
| 11  | Roter Drache I                                  | 炎竜１ Reddo Doragon Ichi                                                     | 14. März 2024          | 14. März 2024                             |
| 12  | Roter Drache II                                 | 炎竜２ Reddo Doragon Ni                                                       | 21. März 2024          | 21. März 2024                             |
| 13  | Roter Drache III / Gute Medizin                 | 炎竜３／良薬 Reddo Doragon San / Ryōyaku                                      | 28. März 2024          | 28. März 2024                             |
| 14  | Seeschlange                                     | シーサーペント Shīsāpento                                                     | 4. Apr. 2024           | 4. Apr. 2024                              |
| 15  | Cockatrice und Dryaden-Sauerkraut               | ドライアド／コカトリス Doraiado / Kokatorisu                                  | 11. Apr. 2024          | 11. Apr. 2024                             |
| 16  | Reiniger / Getrocknet mit süßem Sake            | 掃除屋／みりん干し Sōjiya / Mirin Boshi                                       | 18. Apr. 2024          | 18. Apr. 2024                             |
| 17  | Harpyien / Trugbilder                           | ハーピー／キメラ Hāpī / Kimera                                                | 25. Apr. 2024          | 25. Apr. 2024                             |
| 18  | Gestaltwandler                                  | シェイプシフター Sheipu Shifutā                                               | 2. Mai 2024            | 2. Mai 2024                               |
| 19  | Hexe / Albtraum                                 | 山姥／夢魔 Yamanba / Muma                                                     | 9. Mai 2024            | 9. Mai 2024                               |
| 20  | Eis-Golem / Barometz                            | アイスゴーレム／バロメッツ Aisu Gōremu / Baromettsu                           | 16. Mai 2024           | 16. Mai 2024                              |
| 21  | Ei / Das goldene Land                           | 卵／黄金郷 Tamago / Ōgonkyō                                                   | 23. Mai 2024           | 23. Mai 2024                              |
| 22  | Greif / Vertraute                               | グリフィン／使い魔 Gurifin / Tsukaima                                         | 30. Mai 2024           | 30. Mai 2024                              |
| 23  | Greifensuppe / Teigtaschen -1-                  | グリフィンのスープ／ダンプリング１ Gurifin no Sūpu / Danpuringu 1             | 6. Juni 2024           | 6. Juni 2024                              |
| 24  | Teigtaschen -2- / Ei mit Speck                  | ダンプリング２／ベーコンエッグ Danpuringu 2 / Bēkon'Eggu                      | 13. Juni 2024          | 13. Juni 2024                             |